# Данбо

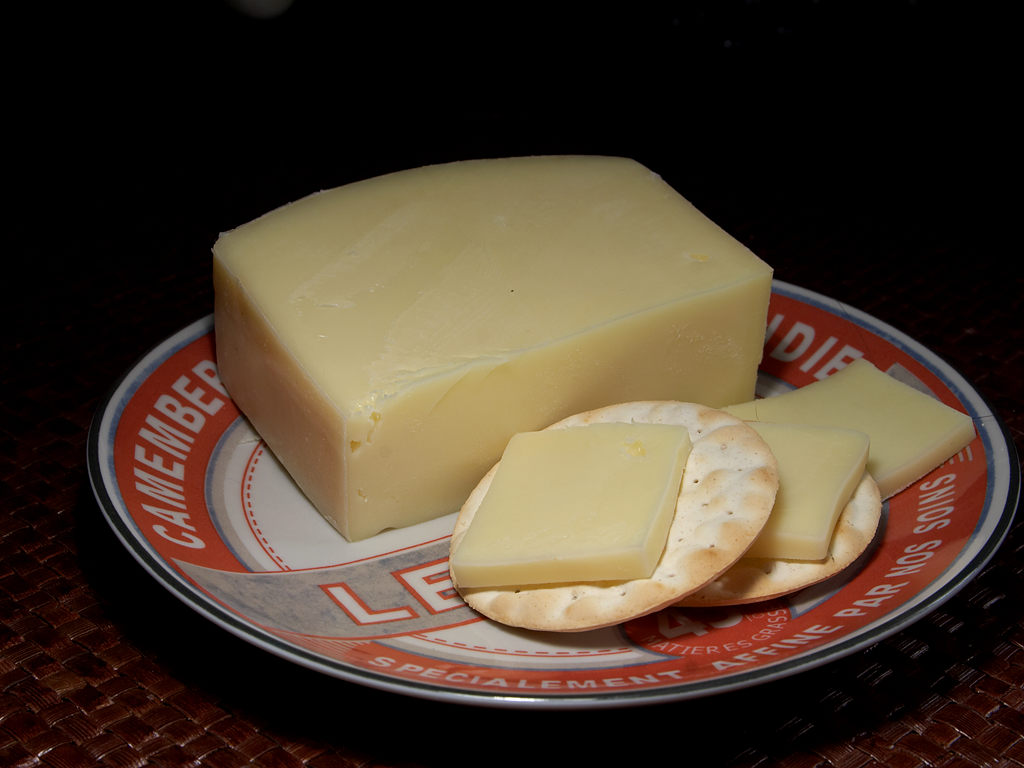

Данбо (дан. Danbo) — напівтвердий витриманий сир з коров'ячого молока, походить з Данії. Має блідо-жовтий колір і ніжну еластичну консистенцію з невеликою кількістю дірочок.
Зазвичай проходить витримку від 12 до 52 тижнів в прямокутних блоках вагою 6—9 кг, покритих бактеріальною культурою, яка після закінчення циклу витримки змивається. Іноді для пікантності до данбо додають зерна кмину.
Сир данбо має в Данії декілька аналогів, наприклад Елбо, Фюнбо, Молбо та ін. Продається під різними торговими марками, включаючи Lillebror, Gamle-Ole, і Riberhus компанії Arla Foods.
На початку XX століття данські іммігранти в південній частині штату Мінас-Жерайс (Бразилія), створили новий вид сиру з бразильського молока за традиційною рецептурою сиру данбо. Цей сир отримав назву Queijo prato.